# Peter Millett, Baron Millett
Peter Julian Millett, Baron Millett, PC, QC (* 23. Juni 1932; † 27. Mai 2021) war ein britischer früherer Richter und Barrister.

## Leben und Karriere
Millett wurde als Sohn von Denis und Adele Millett geboren und besuchte die Harrow School in London und das Trinity Hall, wo er 1954 einen Master of Arts im Fach Klassische Altertumswissenschaft und Rechtswissenschaften erhielt.
Von 1955 bis 1957 war er Oberleutnant in der Royal Air Force. 1955 wurde er von der Anwaltskammer Middle Temple zugelassen. 1959 kam er zu Lincoln’s Inn, wo er 1980 zum Bencher ernannt wurde. Von 1958 bis 1986 praktizierte er bei der Chancery Bar und war von 1962 bis 1976 Prüfer und Dozent für praktische Eigentumsübertragung beim Council of Legal Education. Von 1967 bis 1973 war Millett Junior Counsel beim Department of Trade and Industry für Eigentumsübertragung und von 1971 bis 1975 Mitglied des General Council of the Bar.
Von 1972 bis 1973 gehörte er der Law Commission - Working party on co-ownership of the matrimonial home von 1972 bis 1973 an und wurde im folgenden Jahr zum Kronanwalt ernannt.
Millett war von 1977 bis 1982 Mitglied des Department of Trade Insolvency Law Review Committee und wurde 1986 Richter des High Court of Justice, was er bis 1994 blieb. Seit 2000 war er außerdem nicht-ständiger Richter des Court of Final Appeal of Hong Kong.
Von 1991 bis 1995 war er Präsident der West London Synagogue. Er ist Editor-in-Chief der Encyclopaedia of Forms and Precedents, LexisNexis.

## Mitgliedschaft im House of Lords
Am 1. Oktober 1998 wurde er zum Lord of Appeal in Ordinary und gleichzeitig zum Life Peer als Baron Millett, of St Marylebone in the City of Westminster ernannt. Die offizielle Einführung ins House of Lords erfolgte am 7. Oktober 1998 mit der Unterstützung von Nicolas Browne-Wilkinson, Baron Browne-Wilkinson und Harry Woolf. Seine Antrittsrede hielt er am 23. November 1999. Erst 2004 meldete er sich erneut zu Wort.
Als Lord of Appeal in Ordinary trat er im Januar 2004 in den Ruhestand.
Er ist aktiver Freimaurer und war fünf Jahre Metropolitan Grand Master von London seit der Gründung einer neuen Metropolitan Grand Lodge 2003.
- Sitzungsperiode 1997/1998: 5* Tage

Law Lords
- Sitzungsperiode 1. April 2001 bis 31. März 2002: 5 Tage
- Sitzungsperiode 1. April 2002 bis 31. März 2003: 5 Tage
- Sitzungsperiode 1. April 2003 bis 31. März 2004: 3 Tage

Bis 11. Januar 2004, dann Eintritt in den Ruhestand
- Sitzungsperiode 2003/2004: 4 Tage
- Sitzungsperiode 1. April 2004 bis 31. März 2005: 3 Tage
- Sitzungsperiode 1. April 2005 bis 31. März 2006: 1 Tag
- Sitzungsperiode 1. April 2006 bis 31. März 2007: 0 Tage
- Sitzungsperiode 1. April 2007 bis 31. März 2008: 0 Tage
- Sitzungsperiode 1. April 2008 bis 31. März 2009: 1 Tag
- Sitzungsperiode 1. April 2009 bis 31. März 2010: 1 Tag
- Sitzungsperiode 1. April 2010 bis 30. Juni 2010: 1 Tag
- Sitzungsperiode 1. Juli 2010 bis 30. September 2010: 0 Tage
- Sitzungsperiode 1. Oktober 2010 bis 31. Dezember 2010: 0 Tage
- Sitzungsperiode 1. Januar 2011 bis 31. März 2011: 0 Tage
- April 2011: 0 Tage (von 7)
- Mai 2011: 0 Tage (von 15)
- Juni 2011: 0 Tage (von 17)
- Juli 2011: 0 Tage (von 13)
- August 2011: 0 Tage (von 1)
- September 2011: 0 Tage (von 8)
- Oktober 2011: 0 Tage (von 18)
- November 2011: 0 Tage (von 18)
- Dezember 2011: 0 Tage (von 13)
- Januar 2012: 0 Tage (von 14)
- Februar 2012: 0 Tage (von 14)
- März 2012: 0 Tage (von 17)
- April 2012: 0 Tage (von 5)
- Mai 2012: 0 Tage (von 13)
- Juni 2012: 0 Tage (von 13)
- Juli 2012: 0 Tage (von 16)

Nach seiner Amtszeit nahm er nur noch sehr vereinzelt an Sitzungen des House of Lords teil. Ab 2011 war er abwesend.
Seit dem 11. Juni 2012 ist er durch einen vom House of Lords vergebenen Leave of Absence beurlaubt.

## Ehrungen
Er wurde 1986 Knight Bachelor und 1994 Mitglied des Privy Council. Ebenfalls 1994 wurde Millett Honorary Fellow von Trinity Hall. 2000 wurde er Ehrendoktor der Rechtswissenschaften (Hon LLD) der University of London.
2004 wurde er Schatzmeister von Lincoln’s Inn.

## Familie
Millett ist seit 1959 mit Ann Mireille Harris verheiratet. Sie haben zwei Söhne und fünf Enkel.